# Campocraspedon satoi
Campocraspedon satoi là một loài tò vò trong họ Ichneumonidae.